# Club Atlético Chicago (Bariloche)
El Club Atlético Chicago, también conocido como "Atlético Chicago" o fuera de su región como "Chicago de Bariloche" es un club de fútbol de Argentina fundado en la ciudad de Bariloche, en la Provincia de Río Negro. El equipo juega actualmente en la Liga de Fútbol de Bariloche (LiFuBa) y además compitió en el Torneo Regional Federal Amateur. Otras disciplinas que practican son el fútbol sala, taekwondo y atletismo.

## Historia
Fue fundado el primero de marzo de 2008 por los hermanos José Luis Fuentes, Daniel Horacio Fuentes y el ya fallecido, Señor Alvial. Preocupados por el abandono y la desprotección de los niños, decidieron crear el club con la clara idea de promover el desarrollo del fútbol y otros deportes, para poder acercar a los jóvenes. Ante la búsqueda de un nombre para la institución visitaron Buenos Aires, más específicamente el barrio porteño de Mataderos. Decidieron adoptar su nombre, pero ya se encontraba registrado por una peña, por lo cual el nombre elegido fue “Club Atlético Chicago de Bariloche”.

### Campeón Copa Bariloche 2019
- Formación titular del equipo campeón de la Copa Bariloche 2019.[7]

En 2019 Chicago consiguió ganar la Copa Bariloche luego de empatar sin goles ante Cruz del Sur y vencerlo en la definición por tiros desde el punto penal. Este logro lo clasificó para disputar el Torneo Regional Federal Amateur 2021.
En una tarde que quedará en la historia, Chicago de Bariloche venció por penales a Cruz del Sur 4 a 3 y se quedó con la Copa Bariloche 2019 y la clasificación directa al torneo Anual Clasificatorio 2020 de la Federación Patagónica.28 de diciembre de 2019, www.barilocheopina.com.

#### Concordancia deportiva con Nueva Chicago
Atlético Chicago fue campeón de la Copa Bariloche 2019 un 28 de diciembre. Esa misma fecha, pero en 1933, Nueva Chicago consiguió su único título de Copa Nacional al vencer por 1-0 a Banfield en la Copa de Competencia Jockey Club 1933.

### Actualidad
En la asamblea general del 27 de diciembre de 2020, Silvia Paz, ex legisladora provincial, fue elegida como nueva presidenta del Club Atlético Chicago. La vicepresidenta es Yocelyn Guzmán y el expresidente José Muñoz quedó a cargo de la subcomisión de eventos.
Para disputar el Torneo Regional Federal Amateur 2021, primer torneo oficial de AFA, Chicago reforzó su plantilla con el internacional Juan Manuel Torres, que se destaca entre varias incorporaciones de renombre.
En el Torneo Federal Regional Amateur 2021/22 perdió en 2a. Fase con Rincón (Rincón de los Sauces)

## Simbología

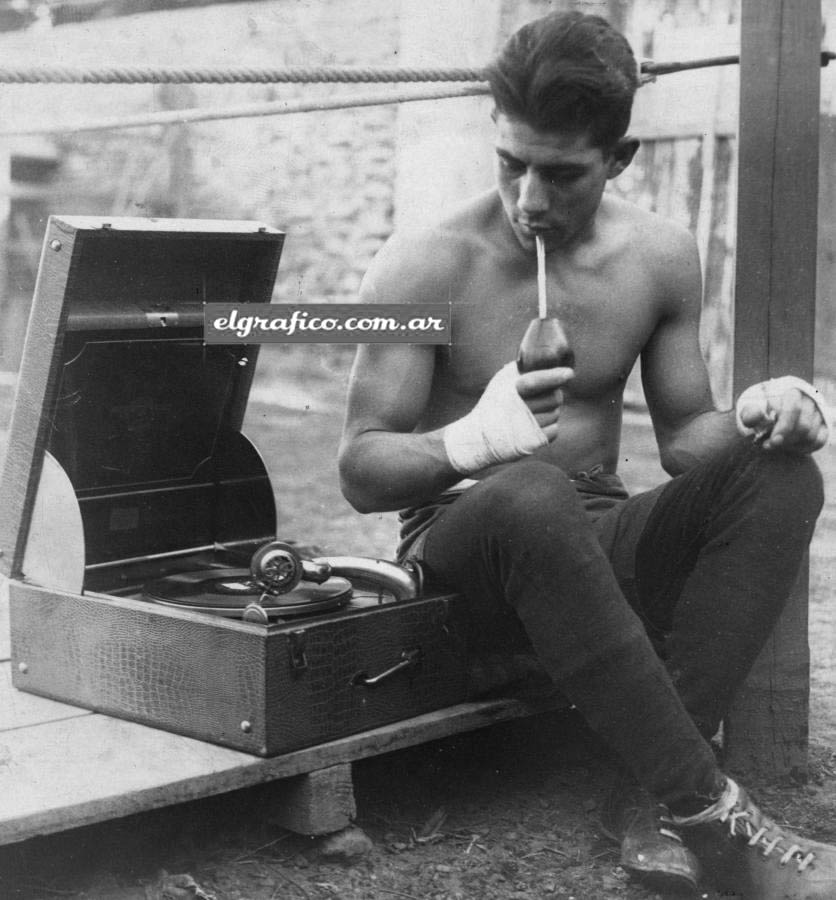
Justo Suárez: el Torito de Mataderos.

Como se puede observar, Atlético Chicago adoptó su nombre del Club Atlético Nueva Chicago, junto con los colores y heredando también el apodo de Torito.
El apodo Torito de Mataderos, en el caso del club de Buenos Aires, fue heredado por parte de Justo Suárez, primer ídolo popular del deporte argentino por su destacada trayectoria en el boxeo. Suárez trabajó de muy chico como mucanguero en el barrio porteño de Mataderos. Justo Suárez fue inmortalizado en la cultura popular, desde canciones hasta películas. Uno de los admiradores más grandes que tuvo fue Julio Cortázar, quien le dedicó el protagonismo en la obra Final del Juego (1956).

## Datos futbolísticos

### Trayectoria en AFA
- Temporadas en AFA: 2.
  - en Cuarta División: 2 (2021/22 y 2023/24)

Asociación de Fútbol Argentino.

### Trayectoria en LiFuBa

#### Temporadas en LiFuBa
- Temporadas totales: 15
  - en Primera División: 13 (2010-2017, 2019-2023)
  - en Segunda División: 2 (2009, 2018)

#### Ascensos y descensos LiFuBa
2009: de Segunda División a Primera División
  2017: de Primera División a Segunda División
  2018: de Segunda División a Primera División

## Palmarés
Campeonatos interregionales (1)
- Federación de Fútbol Patagónico 2023.[17]

Campeonatos regionales (1)
| Competición (LiFuBa)   | Campeón | Subcampeón |
| ---------------------- | ------- | ---------- |
| Segunda División (1/0) | 2018    |            |

Copas regionales (1)
| Competición (LiFuBa) | Campeón | Subcampeón |
| -------------------- | ------- | ---------- |
| Copa Bariloche (1/0) | 2019    |            |

Otros logros
- Ascenso a Primera División (2009).[1]